# Confederación de Sindicatos de Corea
La Confederación de Sindicatos de Corea (CSC) es una central sindical establecida oficialmente en 1995. Su predecesor fue el Consejo Nacional de Sindicatos (CNS), establecido en 1990 como una alternativa independiente a la Federación de Sindicatos de Corea. Con 682.418 miembros en 2007, la CSC representaba al 40,6% de los afiliados sindicales en Corea del Sur. La CSC tiene más de 1.200 afiliados sindicales a nivel de empresa. Es la segunda mayor central sindical nacional en Corea del Sur, por detrás de la Federación de Sindicatos de Corea (FSC). El 1 de abril de 2009, delegados de la CSC eligieron a Lim Seong-kyu como presidente en una sesión especial. De los dos mayores sindicatos coreanos, la CSC es considerada la más militante.